# Glypta taiheizana
Glypta taiheizana là một loài tò vò trong họ Ichneumonidae.